# Paróquia Nossa Senhora da Conceição e São José
A Paróquia Nossa Senhora da Conceição e São José localiza-se no Rio de Janeiro, cidade do Estado do Rio de Janeiro, Brasil. É dedicada a Nossa Senhora da Conceição e São José.
A Igreja construída em linha neogótica. Está em plano elevado, tendo três portas, uma central larga e duas laterais, com acesso por duas rampas. Seu pórtico foi elaborado com o mesmo tipo de pó de pedra da Catedral São Pedro de Alcântara de Petrópolis. A paróquia confronta-se com a Estação Olímpica de Engenho de Dentro.
Em 22 de Abril de 1914, os moradores e comerciantes do bairro Engenho de Dentro protocolam “Aspiração Religiosa” ao então arcebispo do Rio de Janeiro, Cardeal Dom Joaquim Arcoverde de Albuquerque Cavalcanti, pedindo a instalação de uma Paróquia a fim de atender aos residentes e trabalhadores da região que se desenvolvia rapidamente às margens da estação da Estrada de Ferro Central do Brasil.
Paróquia Nossa Senhora da Conceição e São José foi fundada em  26 de outubro de 1915.

Em 23 de dezembro de 1919, foi celebrada a primeira missa, na então Matriz Provisória do Engenho de Dentro.
Em 1925, foi lançada a Pedra Fundamental da edificação. 
Em 1927, a construção foi concluída, celebrando-se o fato com grande festa.
Em 15 de Agosto de 1928, foi iniciado a construção predial da Matriz definitiva, que teve sua conclusão em meados da década de 50.
Em 12 de março de 1996, a Prefeitura do Rio de Janeiro decretou o tombamento da igreja tornando-a patrimônio cultural da Cidade do Rio de Janeiro.
Decreto do Instituto Rio Patrimônio da Humanidade (IRPH) N° 14.623/1996.

## Parocos
- Cônego Antônio Jeronymo de Carvalho Rodrigues (1916 - 1943)
- Cônego Manuel Tobias Victório (1943 - 1955)
- Monsenhor Cipriano Bastos (1956 - 1975)
- Padre Antônio Montenegro de Aguiar (1975 - 2005)
- Monsenhor Gustavo José da Cruz Auler (2005 - atual)